# Heimbuchenthal
Heimbuchenthal è un comune tedesco di 2 180 abitanti, situato nel land della Baviera.